# Гемфиброзил
Гемфиброзил — лекарственный препарат, гиполипидемическое средство.

## Фармакологическое действие
Получен в результате поиска производных клофибрата, обладающих меньшей токсичностью. Гемфиброзил оказался малотоксичным и вместе с тем высокоэффективным гиполипидемическим (уменьшающим содержание липидов в крови) средством, снижающим содержание ЛПОНП (липопротеидов очень низкой плотности) в крови больных с гипертриглицеридемией (повышенным содержанием триглицеридов в крови), не реагирующих на лечение диетой и другими гиполипидемическими средствами. Кроме того, повышает концентрацию ЛПВП (липопротеидов высокой плотности). Подавляет периферический липолиз, повышает выведение из печени свободных жирных кислот, тем самым снижает синтез триглицеридов в печени. Уменьшает включение длинноцепочечных жирных кислот во вновь синтезированные триглицеридах, ускоряет оборот и удаление холестерина из печени и повышает его выведение с желчью. Начало действия - через 2-5 дней, максимальный терапевтический эффект развивается через 4 недели.

## Фармакокинетика
Хорошо всасывается при приеме внутрь. TCmax - 1-2 ч. T½ после однократной дозы - 1.5 ч, после многократных доз - 1.3 ч. В основном выводится почками (70%) в неизмененном виде; 6% - с желчью.

## Показания к применению
Назначают больным с гипертриглицеридемией при устойчивости к лечебной диете и другим гиполипидемическим средствам. При гиперхиломикронемии (повышенном содержании в крови хиломикронов /частиц нейтрального жира диаметром 1 мкмД обусловленной семейным дефицитом липопротеинлипазы (фермента, разрушающего липопротеины), препарат малоэффективен.

## Противопоказания
Гиперчувствительность, первичный билиарный цирроз печени, беременность, период лактации.

### C осторожностью
Гипертриглицеридемия, печеночная недостаточность, холелитиаз, хронический холецистит, тяжелая хроническая почечная недостаточность.

## Побочное действие
Со стороны нервной системы: головокружение, головная боль, чрезмерная утомляемость, обморочные состояния, парестезии, сонливость, депрессия.  

Со стороны пищеварительной системы: сухость во рту, снижение аппетита, изжога, тошнота, рвота, гастралгия, боль в животе, метеоризм, диарея или запоры, гипербилирубинемия, повышение активности „печеночных“ трансаминаз и щелочной фосфатазы, холелитиаз.  

Со стороны опорно-двигательного аппарата: миастения, миалгия, артралгия, рабдомиолиз.  

Со стороны органов кроветворения: лейкопения, анемия, гипоплазия костного мозга.  

Со стороны мочеполовой системы: снижение потенции и/или либидо.  

Аллергические реакции: кожная сыпь, дерматит.  

Прочие: гипокалиемия, алопеция, нарушение зрения, синовит.

## Способ применения и дозы
Назначают взрослым по 0,3-0,45 г 2 раза в день (за 30 мин до завтрака и ужина). Полный лечебный эффект развивается через 3-4 нед.

## Особые указания
В процессе лечения необходим систематический контроль за содержанием липидов в крови (при неэффективности лечения в течение 3 месяцев показана отмена). В процессе лечения и после его окончания обязательно соблюдение специальной гипохолестериновой диеты. При длительном лечении необходим систематический контроль картины периферической крови и показателей функции печени (при значительном отклонении функциональных „печеночных“ проб от нормы лечение приостанавливают до их нормализации). В случае пропуска очередной дозы необходимо принять её как можно скорее, но не удваивать, если наступило время следующей дозы. При появлении болей в мышцах следует исключить наличие миозита (включая определение креатинкиназы). В случае его обнаружения лечение отменяют. При обнаружении холелитиаза лечение прекращают.

## Взаимодействие
Несовместим с ловастатином (возможно возникновение тяжелой миопатии и острой почечной недостаточности). Снижает эффекты урсодезоксихолевой и хенодезоксихолевой кислот вследствие увеличения выведения холестерина с желчью. Усиливает эффект непрямых антикоагулянтов, пероральных гипогликемических лекарственных средств (производных сульфонилмочевины). На фоне приема контрацептивных лекарственных средств возрастает риск нарушений жирового обмена.